# Englische Cricket-Nationalmannschaft in Südafrika in der Saison 1995/96
Die Tour der englischen Cricket-Nationalmannschaft nach Südafrika in der Saison 1995/96 fand vom 16. November 1995 bis zum 21. Januar 1996 statt. Die internationale Cricket-Tour war Bestandteil der Internationalen Cricket-Saison 1995/96 und umfasste fünf Tests und sieben ODIs. Südafrika gewann die Test-Serie 1–0 und die ODI-Serie 6–1.

## Vorgeschichte
Südafrika bestritt zuvor eine Tour in Simbabwe, für England war es die erste Tour der Saison. Das letzte Aufeinandertreffen der beiden Mannschaften bei einer Tour fand in der Saison 1994 in England statt.

## Stadien
Die folgenden Stadien wurden für die Tour als Austragungsort vorgesehen:
| Stadion                  | Stadt          | Kapazität | Spiele          |
| ------------------------ | -------------- | --------- | --------------- |
| Chevrolet Park           | Bloemfontein   | 20.000    | 2. ODI          |
| Centurion Park           | Centurion      | 22.000    | 1. Test; 4. ODI |
| Sahara Stadium Kingsmead | Durban         | 25.000    | 3. Test; 5. ODI |
| Buffalo Park             | East London    | 20.000    | 6. ODI          |
| Wanderers Stadium        | Johannesburg   | 34.000    | 2. Test; 3. ODI |
| Newlands Cricket Ground  | Kapstadt       | 25.000    | 5. Test; 1. ODI |
| Sahara Oval St George’s  | Port Elizabeth | 19.000    | 4. Test; 7. ODI |

## Kaderlisten
Die folgenden Kader wurden von den Mannschaften benannt:
| Test | Test | ODI | ODI |
| Südafrika | England | Südafrika | England |
| --- | --- | --- | --- |
| - Hansie Cronje (K) - Paul Adams - Daryll Cullinan - Allan Donald - Clive Eksteen - Andrew Hudson - Jacques Kallis - Gary Kirsten - Craig Matthews - Brian McMillan - Shaun Pollock - Meyrick Pringle - Jonty Rhodes - David Richardson (wk) - Brett Schultz | - Mike Atherton (K) - Dominic Cork - John Crawley - Angus Fraser - Jason Gallian - Darren Gough - Graeme Hick - Richard Illingworth - Mark Ilott - Devon Malcolm - Peter Martin - Mark Ramprakash - Jack Russell (wk) - Robin Smith - Alec Stewart - Graham Thorpe - Mike Watkinson | - Hansie Cronje (K) - Paul Adams - Nicky Boje - Daryll Cullinan - Allan Donald - Andrew Hudson - Jacques Kallis - Gary Kirsten - Lance Klusener - Adrian Kuiper - Craig Matthews - Brian McMillan - Steve Palframan (wk) - Shaun Pollock - Jonty Rhodes - David Richardson (wk) - Richard Snell - Pat Symcox - Fanie de Villiers | - Mike Atherton (K) - Dominic Cork - Phil DeFreitas - Neil Fairbrother - Darren Gough - Graeme Hick - Richard Illingworth - Peter Martin - Mark Ramprakash - Dermot Reeve - Jack Russell (wk) - Neil Smith - Robin Smith - Alec Stewart (wk) - Graham Thorpe - Mike Watkinson - Craig White |

## Tour Matches
| 24. Oktober Scorecard | Randjesfontein | England XI 242-5d (60.2)        | – | Nicky Oppenheimer XI 130 (36) |
|                       |                | England XI gewinnt mit 112 Runs |   |                               |

| 25. Oktober Scorecard | Springs | Easterns 261-5 (50)              | – | England XI 264-5 (49) |
|                       |         | England XI gewinnt mit 5 Wickets |   |                       |

| 27. – 30. Oktober Scorecard | Soweto | England XI 332 (131.4) & 282-5d (80) | – | South African Invitational XI 210 (78.1) & 25-1 (14) |
|                             |        | Remis                                |   |                                                      |

| 2. – 5. November Scorecard | East London | England XI 351 (133.1)                           | – | Border 166 (58.3) & 132 (51.5) (f/o) |
|                            |             | England XI gewinnt mit einem Innings und 53 Runs |   |                                      |

| 22. – 26. November Scorecard | Kimberley | South Africa A 470-9d (142) & 148-4 (38.5) | – | England XI 308 (106.3) & 309 (113.4) (f/o) |
|                              |           | South Africa A gewinnt mit 6 Wickets       |   |                                            |

| 23. – 25. November Scorecard | Bloemfontein | England XI 316-4d (97.5) & 239-4d (85) | – | Free State 245-9d (72) & 110-3 (39) |
|                              |              | Remis                                  |   |                                     |

| 26. November Scorecard | Bloemfontein | Free State 201-8 (50)            | – | England XI 202-3 (41) |
|                        |              | England XI gewinnt mit 7 Wickets |   |                       |

| 7. – 9. Dezember Scorecard | Paarl | England XI 402-8d (152.5) & 33-2 (12.3) | – | Boland 288 (135) |
|                            |       | Remis                                   |   |                  |

| 10. Dezember Scorecard | Paarl | England XI 244 (49.4)          | – | Boland 170 (42.4) |
|                        |       | England XI gewinnt mit 74 Runs |   |                   |

| 20. – 22. Dezember Scorecard | Pietermaritzburg | South African Students XI 269-8d (86.1) | – | England XI 186-2 (78) |
|                              |                  | Remis                                   |   |                       |

| 6. Januar Scorecard | Kapstadt | England XI 196 (49.5)                  | – | 200-7 (49) |
|                     |          | Western Province gewinnt mit 3 Wickets |   |            |

## Tests

### Erster Test in Centurion
| 16. – 20. November Scorecard | Centurion | England 381-9d (143) | – | Südafrika |
|                              |           | Remis                |   |           |

Südafrika gewann den Münzwurf und entschied sich als Feldmannschaft zu beginnen. Als Spieler des Spiels wurde Graeme Hick ausgezeichnet.

### Zweiter Test in Johannesburg
| 30. November – 4. Dezember Scorecard | Johannesburg | Südafrika 332 (104) & 346-9d (104.3) | – | England 200 (68.3) & 351-5 (165) |
|                                      |              | Remis                                |   |                                  |

England gewann den Münzwurf und entschied sich als Feldmannschaft zu beginnen. Als Spieler des Spiels wurden Jack Russell und Mike Atherton ausgezeichnet.

### Dritter Test in Durban
| 14. – 18. Dezember Scorecard | Durban | Südafrika 225 (100) | – | England 152-5 (48.1) |
|                              |        | Remis               |   |                      |

Südafrika gewann den Münzwurf und entschied sich als Schlagmannschaft zu beginnen. Als Spieler des Spiels wurde Allan Donald ausgezeichnet.

### Vierter Test in Port Elizabeth
| 26. – 30. Dezember Scorecard | Port Elizabeth | Südafrika 428 (159.5) & 162-9d (65.3) | – | England 263 (120.4) & 189-3 (92) |
|                              |                | Remis                                 |   |                                  |

Südafrika gewann den Münzwurf und entschied sich als Schlagmannschaft zu beginnen. Als Spieler des Spiels wurde Gary Kirsten ausgezeichnet.

### Fünfter Test in Kapstadt
| 2. – 4. Januar Scorecard | Kapstadt | England 153 (68.1) & 157 (62.5)  | – | Südafrika 244 (101) & 70-0 (15.4) |
|                          |          | Südafrika gewinnt mit 10 Wickets |   |                                   |

England gewann den Münzwurf und entschied sich als Schlagmannschaft zu beginnen. Als Spieler des Spiels wurde Allan Donald ausgezeichnet.

## One-Day Internationals

### Erstes ODI in Kapstadt
| 9. Januar Scorecard | Kapstadt | Südafrika 211-8 (50)         | – | England 205 (49.5) |
|                     |          | Südafrika gewinnt mit 6 Runs |   |                    |

Südafrika gewann den Münzwurf und entschied sich als Schlagmannschaft zu beginnen. Als Spieler des Spiels wurde Shaun Pollock ausgezeichnet.

### Zweites ODI in Bloemfontein
| 11. Januar Scorecard | Bloemfontein | Südafrika 262-8 (50)          | – | England 265-5 (48.2) |
|                      |              | England gewinnt mit 5 Wickets |   |                      |

Südafrika gewann den Münzwurf und entschied sich als Schlagmannschaft zu beginnen. Als Spieler des Spiels wurde Mike Atherton ausgezeichnet.

### Drittes ODI in Johannesburg
| 13. Januar Scorecard | Johannesburg | Südafrika 198-8 (50)            | – | England 199-7 (48.1) |
|                      |              | Südafrika gewinnt mit 3 Wickets |   |                      |

England gewann den Münzwurf und entschied sich als Schlagmannschaft zu beginnen. Als Spieler des Spiels wurde Shaun Pollock ausgezeichnet.

### Viertes ODI in Centurion
| 14. Januar Scorecard | Centurion | England 272-8 (50)              | – | Südafrika 276-3 (48) |
|                      |           | Südafrika gewinnt mit 7 Wickets |   |                      |

England gewann den Münzwurf und entschied sich als Schlagmannschaft zu beginnen. Als Spieler des Spiels wurde Gary Kirsten ausgezeichnet.

### Fünftes ODI in Durban
| 17. Januar Scorecard | Durban | England 129 (41.4)              | – | Südafrika 185-5 (48.2) |
|                      |        | Südafrika gewinnt mit 5 Wickets |   |                        |

Südafrika gewann den Münzwurf und entschied sich als Feldmannschaft zu beginnen. Als Spieler des Spiels wurde Allan Donald ausgezeichnet.

### Sechstes ODI in East London
| 19. Januar Scorecard | East London | Südafrika 129 (41.4)          | – | England 115 (43.4) |
|                      |             | Südafrika gewinnt mit 14 Runs |   |                    |

Südafrika gewann den Münzwurf und entschied sich als Schlagmannschaft zu beginnen. Als Spieler des Spiels wurde Paul Adams ausgezeichnet.

### Siebtes ODI in Port Elizabeth
| 21. Januar Scorecard | Port Elizabeth | Südafrika 218-9 (50)          | – | England 154 (46.1) |
|                      |                | Südafrika gewinnt mit 64 Runs |   |                    |

Südafrika gewann den Münzwurf und entschied sich als Schlagmannschaft zu beginnen. Als Spieler des Spiels wurde Adrian Kuiper ausgezeichnet.